# Jacksonville Beach
Jacksonville Beach is een plaats (city) in de Amerikaanse staat Florida, en valt bestuurlijk gezien onder Duval County.

## Demografie
Bij de volkstelling in 2000 werd het aantal inwoners vastgesteld op 20.990.
In 2006 is het aantal inwoners door het United States Census Bureau geschat op 21.698, een stijging van 708 (3.4%).

## Geografie
Volgens het United States Census Bureau beslaat de plaats een oppervlakte van
56,9 km², waarvan 19,9 km² land en 37,0 km² water. Jacksonville Beach ligt op ongeveer 3 m boven zeeniveau.

## Plaatsen in de nabije omgeving
De onderstaande figuur toont nabijgelegen plaatsen in een straal van 32 km rond Jacksonville Beach.